# IC 1440
IC 1440 ist eine Galaxie vom Hubble-Typ E? im Sternbild Aquarius auf der Ekliptik. Sie ist schätzungsweise 191 Millionen Lichtjahre von der Milchstraße entfernt und hat einen Durchmesser von etwa 80.000 Lichtjahren.

Im selben Himmelsareal befinden sich u. a. die Galaxien NGC 7246 und NGC 7251.
Das Objekt wurde am 25. August 1892 von Stéphane Javelle entdeckt.